# 张希载
张希载（韓語：장희재，1651年—1701年10月29日），朝鲜王朝后期的官员，第19代国王朝鲜肃宗的后宫张禧嫔的兄长。

## 生平
前半生的具体经历不详。1680年他通过武科考试，被分配到内禁卫任职。1683年3月，因在朝鲜宣祖之女贞明公主的宴会上未能履行职责，被仁显王后的外戚闵鼎重斥责。1683年前后，他被封为从六品官员。但1690年妹妹张氏册封为王妃后，他开始晋升，历任从三品兵曹参判、正二品兵曹判书。1694年，支持王妃张氏的南人派试图铲除西人派，但肃宗开始对南人派产生警惕，后来将南人派流放。在此期间，张希载被怀疑参与毒杀受肃宗宠爱的后宫淑嬪崔氏未遂，但因是王妃兄长而被判无罪。张氏从王妃降为后宫后，张希载被流放到济州岛。1701年张氏被赐死后，他被处以斩首之刑。

## 家庭
- 父：張炯（1623年-1669年）- 追赠玉山府院君
- 母：坡山府夫人 坡平尹氏（1626年-1698年）- 父亲後妻
  - 妻：金氏
  - 妹：張禧嬪（1659年-1701年）
  - 妹夫：朝鲜肃宗　- 第19代国王
    - 外甥：朝鲜景宗　- 第20代国王
    - 外甥：李盛壽（1690年，夭逝）

## 影视形象
- 《张禧嫔》（MBC，1981年～1982年，演员：金东贤）
- 《仁显王后》（MBC，1988年～1988年，演员：李德华）
- 《张禧嫔》（SBS，1995年～1995年，演员：吉用祐）
- 《张禧嫔》（KBS，2002年～2003年，演员：郑性模）
- 《神秘 TV 惊喜》（MBC，2004年，歌手：韩京日）
- 《KBS HDTV 文学馆 - 悲伤啊 遗忘之事》（KBS1，2007年，演员：宣東赫）
- 《同伊》（MBC，2010年，演员：金庾石）
- 《张玉贞，为爱而生》（SBS，2013年，演员：高英彬）
- 《大扑》（SBS，2016年，演员：白承贤）